# Copyright Term Extension Act

Allongement du terme des droits d'auteur aux États-Unis

La Loi américaine d'extension du terme des droits d'auteur (Copyright Term Extension Act) est une loi votée en 1998 par le congrès américain concernant la prolongation de 20 ans aux États-Unis des droits d'auteur. Cette loi est aussi connue sous le nom de Sonny Bono Copyright Term Extension Act, du nom du chanteur devenu homme politique Sonny Bono (1935-1998) à l'origine de la loi, et péjorativement sous le nom de Mickey Mouse Protection Act en raison du soutien important fourni par la Walt Disney Company en faveur de cette loi. La loi est référencée depuis le 27 octobre 1998 sous Public Law 105-298.
Cette loi est la seconde du genre. En 1976, le Copyright Act of 1976 avait prolongé le terme des droits d'auteurs à 50 ans après la mort d'un auteur et à 75 ans pour les œuvres en nom collectif d'entreprise. Le Sonny Bono Copyright Term Extension Act prolonge les droits à 70 ans après la mort d'un auteur, et dans le cas des œuvres collectives d'entreprises, à 120 ans après la création ou 95 ans à partir de la publication, la durée la plus courte s'appliquant selon le cas. Cette loi modifie aussi les droits d'auteur des œuvres antérieures au 1er janvier 1978 en ajoutant 20 ans à leur terme, soit 95 ans à compter de leur publication. 
Cette loi a pour effet de geler les dates d'entrée dans le domaine public des œuvres aux États-Unis. Ainsi, aucune des œuvres créées après le 1er janvier 1923, et qui auraient dû entrer dans le domaine public en 1998, ne le seront avant 2019. Ce n'est aucunement rétroactif pour les œuvres déjà dans le domaine public, mais ce l'est dans le sens que toutes les œuvres produites depuis 1923 (basé sur la date de parution) sont « protégées » (protection des droits d'auteur) de 20 ans supplémentaires.
Les deux lois ont reçu un fort soutien de la part de la Walt Disney Company qui, à l'époque des deux lois, risquait de perdre ses droits sur le personnage de Mickey Mouse. Elle a ainsi pu continuer à protéger toutes les œuvres de sa société fondée en 1923.

## Historique
Sous les termes de la Convention de Berne pour la protection des œuvres littéraires et artistiques, les États signataires doivent se munir d'une loi de protection des droits d'auteur avec un terme minimum de 50 ans après la mort de l'auteur, mais ils sont autorisés à mettre en application des lois de protection avec des échéances plus longues. Pour faire suite à la « directive d'harmonisation des termes de protection du droit d'auteur » de 1993, les États membres de l'Union européenne ont majoritairement adopté des lois avec un terme de 70 ans après la mort. Les États-Unis ne sont devenus signataires de la convention de Berne qu'en 1988 mais ils avaient déjà les conditions minimales requises grâce à la Copyright Act (loi sur les droits d'auteur) de 1976.
Avant la Copyright Act de 1976, de nombreuses œuvres protégées, littéraires, cinématographiques ou personnages de fiction, auraient dû entrer dans le domaine public au plus tard 56 ans après leur parution (terme maximal au moment de la loi de 1976). Certaines de ces œuvres protégées restaient encore profitables pour les détenteurs de leurs droits comme les personnages de la Walt Disney Company. Du fait de cette première loi qui prolongeait le terme jusqu'à 75 ans après leurs sorties, les premiers courts métrages d'animation de Mickey Mouse tels que Steamboat Willie et Plane Crazy étaient protégés jusqu'à l'an 2000. De nombreuses sociétés, comme Disney avec Mickey Mouse et d'autres personnages, avaient protégé leurs créations en tant que marques déposées. Dans plusieurs États (comme la Russie où la convention de Berne n'a été adoptée que tardivement et n'est pas rétroactive) Mickey Mouse et toutes les autres œuvres protégées créées avant 1970 sont tombées dans le domaine public.
Après la ratification par les États-Unis de la Convention de Berne, un certain nombre de détenteurs de droits d'auteur fait pression avec succès sur le Congrès américain pour obtenir une extension du terme des droits d'auteur pour bénéficier d'une loi qui permet une protection comparable à celles de certains pays européens. La loi est aussi nommée Sonny Bono Copyright Term Extension Act en hommage au parlementaire Sonny Bono (décédé dans un accident de ski neuf mois avant la promulgation de la loi) qui avait soutenu favorablement les détenteurs en tant que compositeur et réalisateur avant son entrée en politique.
Les deux chambres du Congrès adoptent la loi sous la référence Public Law 105-298 par un voice vote (en) (proche du vote à main levée en France), ce qui rend empêche de déterminer les sénateurs ayant voté pour et les sénateurs contre. La Loi (américaine) Sonny Bono d'extension du terme des droits d'auteur de 1998 (Sonny Bono Copyright Term Extension Act of 1998) est ratifiée par Bill Clinton le 21 octobre 1998.
Une conséquence immédiate de la loi est qu'aucune œuvre protégée par le droit d'auteur ne peut entrer dans le domaine public avant le 1er janvier 2019 pour les plus anciennes créées en 1923.

## Climat politique
En plus de Disney (dont les importants efforts de lobbying inspirèrent le surnom de « The Mickey Mouse Protection Act »), le membre californien du congrès Mary Bono (veuve de Sonny Bono et son successeur au congrès) et les héritiers du compositeur George Gershwin soutinrent la loi.  Mary Bono déclara (ironiquement) sur le parquet de la Chambre des représentants des États-Unis que « Sonny voulait que le terme de la protection des droits d'auteurs soit repoussé jusqu'à l'éternité » mais puisqu'elle avait depuis été « informée qu'un tel changement aurait violé la  Constitution des États-Unis », le Congrès devrait considérer la proposition de Jack Valenti, depuis président de la Motion Picture Association of America (MPAA), d'un terme de « l'éternité moins un jour.»

### Rapport du sénat américain 104-315
Le rapport du sénat américain 104-315 donne les raisons officielles pour promulguer la loi d'extension du terme des droits d'auteur et avait écrit à l'origine dans le contexte de la loi de 1995, S. 483 :

« Le but de cette ordonnance est de garantir une protection adéquate des droits d'auteur pour les œuvres américaines dans les pays étrangers et la continuité des revenus économiques d'une balance commerciale très bénéficiaire due à l'exploitation des œuvres sous droits d'auteur. Cette ordonnance accomplit ses buts en prolongeant les termes américains actuels des droits d'auteurs en ajoutant 20 ans. Un tel prolongement fournira des bénéfices commerciaux significatifs en harmonisant substantiellement la loi américaine sur les droits d'auteurs à celle de l'Union européenne tout en garantissant les compensations raisonnables pour les créateurs américains qui échouent à bénéficier pleinement de l'exploitation de leurs œuvres. De plus, en stimulant la création de nouvelles œuvres et en fournissant des stimulations économiques améliorées pour préserver leurs œuvres existantes, une telle prolongation améliorera le volume à long terme, la validité et l'accessibilité au domaine public. »

Les auteurs du rapport croyaient que l'extension de la protection des droits d'auteurs aiderait les États-Unis, en fournissant une plus grande protection de leurs œuvres dans les pays étrangers et en donnant plus d'incitations à numériser et préserver les œuvres sur lesquelles ils ont un droit d'exclusivité. Le rapport inclut également les opinions minoritaires de Herb Kohl et Hank Brown qui croyaient que la prolongation du terme serait une aubaine financière pour les propriétaires actuels de matériel protégé avec l'augmentation de l'utilisation par le public de ce matériel.

### Soutien
Les personnalités favorables à la loi Sonny Bono soutiennent qu'elle est nécessaire, en raison de l'accroissement de la longévité humaine depuis que le congrès a signé la loi originelle sur les droits d'auteur en 1790, en raison aussi de la différence des échéances entre les lois européennes et américaines qui devraient affecter négativement les actions internationales de l'industrie des loisirs, et pour la raison que certaines œuvres ne pourraient exister qu'avec un terme de longueur infinie et non avec des droits d'auteur limités dans le temps.
Ils déclarent en sus que le congrès a le pouvoir légal de modifier la forme du terme, car la mention « Pour promouvoir le progrès des sciences et des arts pratiques » dans la constitution des États-Unis n'implique pas une limitation substantielle du pouvoir du congrès, et laisse comme seule restriction l'obligation de la limitation des droits d'auteur dans le temps.
Toutefois, ce que doit être cette limite du temps accordé n'a jamais été défini. Ainsi, même une durée absurdement longue, mais finie, devrait toujours être considérée comme une « limite de temps » valide d'après cette partie de la constitution, aussi longtemps que le congrès pense que cette durée sert favorablement la promotion du progrès des sciences et des arts. C'est l'un des arguments qui ont prévalu dans l'affaire Eldred v. Ashcroft (en) et dont la Cour suprême s'est servie pour valider la constitutionnalité de cette loi.

### Opposition

Disney-infinite-copyright

Les opposants à cette loi considèrent que la législation n'est pas qu'un moyen  d'assister les entreprises dans leurs œuvres et ont essayé (sans succès) de mettre en cause sa constitutionnalité, déclarant qu'une telle loi n'est pas « nécessaire et utile » pour mener à bien le but étatique de la constitution, qui est de « promouvoir le progrès des sciences et des arts ». Ils ajoutent que la plupart des œuvres apporteront plus de profits durant les quelques premières années et seront ensuite mises à l'écart du marché par les éditeurs.
[...]

## Défi
Les éditeurs et libraires, parmi d'autres, portèrent l'affaire Eldred v. Ashcroft pour obtenir une injonction contre la mise en œuvre de la loi. Les arguments oraux furent entendus par la Cour suprême des États-Unis le 9 octobre 2002 et le 15 janvier 2003. La cour vota en faveur de la constitutionnalité de cette loi par une décision de 7 juges contre 2. 
Les plaignants dans l'affaire Eldred ont, comme en 2003, commencé à porter leurs efforts contre le congrès en soutenant une ordonnance appelée Loi d'amélioration du domaine public (Public Domain Enhancement Act) qui aurait rendu les avantages de la loi Sonny Bono valables uniquement pour les œuvres déposées à la Bibliothèque du Congrès.
Le 8 janvier 2018, le site Ars Technica évoque la non prolongation du Copyright Term Extension Act en l'absence de lobby dans ce sens et donc que les productions de Disney de 1928 dont Mickey Mouse iront dans le domaine public en janvier 2019.
Le 29 janvier 2019, le site Cartoon Brew indique que le cours du temps reprend pour le domaine public, les œuvres pouvant à nouveau y rentrer, mais ce n'est pas grâce à Disney et au Copyright Term Extension Act.

### Résumé des règles de protection du droit d'auteur
- (en) Cornell Univ. Copyright Protection Chart

### Documentation du gouvernement des États-Unis
- (en) S.505: Sonny Bono Copyright Term Extension Act
- (en) Senate Report No. 104-315
- (en) Public Law 105-298
- (en) [PDF] Transcript of oral arguments in Eldred vs. Ashrcroft